# راچا-لچخومی و کومو سوانتی
راچا-لچخومی و کوِمُو سوانِتی (به گرجی: რაჭა-ლეჩხუმი და ქვემო სვანეთი) (تلفظ: Racha-Lechkhumi da Kvemo Svaneti) یکی از استان‌های گرجستان است به مرکزیت آمبرولائوری.
این استان از سه بخش تکیل شده است: راچا، لچخومی و کومو سوانتی.

## کومو سوانتی

### موقعیت

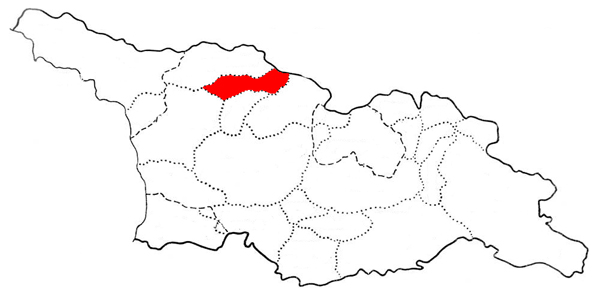
موقعیت جغرافیایی کومو سوانتی

سوانتی در سرحدات سرشاخه‌های رود اینگوری قرار دارد. در قسمت مرکزی سوانتی روستاهای مولاخی، موژالی، مستیا، لاتالی، لنجری، بچو و تسخوماری قرار دارند. در این روستاها زمین‌های زیر کشت در ارتفاعات بین ۱۲۰۰ تا ۱۵۰۰ متری از سطح دریا واقع شده است.
مستیا مرکز این ناحیه است که از چهار روستا به نام‌های: «ستی، لانچوالا، لختاقی و ولاگامی» تشکیل شده است و با شهرهای بزرگ گرجستان ارتباط هوایی دارد.

## جغرافیا
سوانتی متشکل از مناطق کوهستانی بوده و نیز مرکز کوهنوردی قفقاز است، کوهنوردان از جاهای مختلف برای صعود به قله‌های معروف اوشبا، جانگا و شخارا، از رشته کوه‌های قفقاز مرکزی، به این ناحیه عزیمت می‌کنند.